# Jila Mossaed
Jila Mossaed (in persiano ذیلا مساعد استخری‎; Teheran, 4 aprile 1948) è una poetessa e scrittrice iraniana naturalizzata svedese.
È membro dell'Accademia svedese e vive a Göteborg.

## Biografia
Figlia di un giudice e poeta gnostico, a 17 anni pubblicò le sue prime poesie sulla rivista letteraria Khoshe. Dopo aver studiato negli Stati Uniti e in Iran, lavorò come sceneggiatrice per la radio e la televisione iraniana.
Con la rivoluzione del 1979 divenne sempre più difficile per i liberi professionisti della cultura operare nel paese, perciò nel 1986 Mossaed fuggì in Svezia con i suoi figli e si stabilì a Hagfors. Nello stesso anno pubblicò la raccolta di poesie Ghazālān-i chālāk-i khātòirah.
Nel 1997 uscì il suo primo libro in svedese intitolato Månen och den eviga kon ("La luna e la mucca eterna"). Pubblicò sia poesie che romanzi in persiano, il cui tema centrale è l'esilio.
Nel 2013 è stata nominata autrice dell'anno della Svezia occidentale dalle società degli scrittori Författarcentrum e Västsvenska fattarsällskapet, mentre nel 2018 è entrata a far parte dell'Accademia svedese al posto di Kerstin Ekman.

## Opere
- Jila Wallin & Dalholm), Månen och den eviga kon, 1. uppl, Ordfront, 1997, ISBN 91-7324-565-8, OCLC 186228840.
- Zhīlā. Musāʻid, Sju vilda oceaner : dikter 1997-2000, 1. uppl, Ordfront, 2000, ISBN 91-7324-763-4, OCLC 51207781.
- Bengt Berg, Under floden ligger en kudde, 1. uppl, Tranan, 2005, ISBN 978-91-85133-35-2, OCLC 181642764.
- Jila, ... Mossaed, Varje natt kysser jag markens fötter : dikter, Lejd, 2009, ISBN 978-91-85725-08-3, OCLC 780211077.
- Jila Mossaed, Ett ljud som bara jag kan, Lejd, 2012, ISBN 978-91-85725-17-5, OCLC 939611608.
- Jila Mossaed, Jag föder rådjuret : dikter, Lejd, 2015, ISBN 978-91-85725-30-4, OCLC 941999329.
- Zhīlā Musāʻid, Vad jag saknades här, 2018, ISBN 978-91-85725-42-7, OCLC 1114263973.
- Zhīlā Musāʻid, Orden är försenade : dikter, 2021, ISBN 978-91-85725-66-3, OCLC 1317682352.